# Jalisco (paroisse civile)
Pour les articles homonymes, voir Jalisco (homonymie).
Jalisco est l'une des trois paroisses civiles de la municipalité de Motatán dans l'État de Trujillo au Venezuela. Sa capitale est Jalisco.